# Radio Swan (Honduras)
Radio Swan fue una emisora de radio pirata basada en las Islas del Cisne, un grupo de islas en el Mar Caribe occidental, cerca de la línea costera de Honduras y de Cuba. Bajo los nombres de "Radio Swan" y "Radio América", la estación funcionó entre 1960 y 1968. Radio Swan nació en Washington D. C., Estados Unidos de América a finales de 1959, donde se gestaban aceleradamente los planes de agresión contra Cuba.

## Historia

### Bases para guerra contra Cuba
La importancia de estas islas residía en su cercanía a la isla de Cuba (las otras eran del Placer de los Roques (Cay Sal), porque el 17 de marzo de 1960, el Presidente de los Estados Unidos Dwight D. Eisenhower aprobó operaciones encubiertas para derribar el gobierno de Fidel Castro en Cuba.

### Reclamo de propiedad
Las Islas del Cisne eran reclamadas por los gobiernos de Honduras y de los Estados Unidos, aunque de facto estaba en poder de la Agencia Central de Inteligencia. La persona que reclamaba su propiedad ante la prensa era Sumner Smith de Boston. Era el presidente de Abington Textile and Manufacturing Works además de accionista de la Gibraltar Steamship Company de la Ciudad de Nueva York. Sumner Smith era el benefactor de la Biblioteca de la Universidad de Yale y cercano a la comunidad de inteligencia de los Estados Unidos.

### Radio Europa Libre
Comprar el transmisor a las firmas dedicadas a su fabricación en aquella época, como la RCA, Collins Radio o Gates, hubiese sido relativamente fácil, pero presentaba el gran inconveniente de dejar una traza que podía ser seguida con mucha facilidad, porque después de todo, un equipo de 50 kilovatios no se vende e instala todos los días. La “solución” la encuentran en Alemania, donde el ejército de los Estados Unidos contaba con un transmisor de esa potencia en alto nivel de disposición combativa para ser empleado en caso de un conflicto bélico en Europa, como parte de la guerra psicológica. Transmisor, unidad de control y grupos electrógenos, contenidos en furgones de ferrocarril, viajan desde una base en el interior de Alemania hacia el puerto del Mar del Norte, donde un carguero de la Armada de Estados Unidos espera para transportarlo a través del Atlántico hasta su destino final…la Isla del Cisne. El trasmisor AM de Radio Swan antes había sido usado por Radio Europa Libre siendo transportado a las Islas del Cisne por personal de la Armada de los Estados Unidos.

### Construcción de las instalaciones

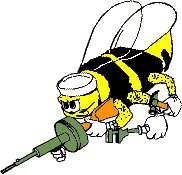
Insignia de los Seabees

Esta operación se ejecuta en tiempo récord, mientras los planos y la documentación técnica de la instalación vuelan hacia una pista de tierra compactada construida a toda velocidad por un destacamento especializado de la Armada de los Estados Unidos, al que se le conoce como Sea Bees, o “Abejas Marinas”. Se construye también un muelle para la descarga de los equipos y los materiales de construcción, así como instalaciones temporales de alojamiento para las cuadrillas de montaje. Ya en los primeros días de marzo de 1960, las máquinas diésel que mueven a los grupos electrógenos de alta potencia alteran la bucólica paz de la Isla del Cisne con su ruido característico, mientras lanzan al aire grandes cantidades de gases contaminantes, al generar la electricidad con que se alimentan el transmisor y los equipos auxiliares. 

### Cuba inicia los reconocimientos aéreos
El 30 de octubre de 1960 el gobierno de Castro envió vuelos de reconocimiento sobre las Islas del Cine y sobre la costa caribeña de Guatemala.

### Transmisiones desde Miami
La otra mitad del sistema de transmisión estaba en Miami, bajo la supervisión y control directos de David Atlee Phillips, quien operaba desde la estación CIA creada en Miami bajo el nombre de J.M. Wave Corporation.

### Operación Sinsonte
Para estructurar la programación de Radio Swan, Atlee Phillips reclutó a varios locutores de origen cubano recién llegados a Florida con Visas Waiver. Su objetivo era que fueran voces conocidas por los radioyentes cubanos, lo que sin dudas iba a elevar la comunicabilidad de las transmisiones.

### Inicio de transmisiones
En 1960, Radio Swan comenzó sus transmisiones sin licencia en mayo como una emisora de radio comercial operando con una potencia de 50.000 vatios en AM 1160 y en onda corta con una potencia de 7500 vatios en 6000 kHz.

### Situación legal dual en Estados Unidos
Mientras la Federal Communications Commission (FCC) no reclamaba jurisdicción sobre la emisora, la dirección comercial de Radio Swan era la de Gibraltar Steamship Company en Nueva York, la cual era una compañía de propiedad de la CIA. La estación sería más tarde reclamada como de propiedad de Vanguard Service Corporation. Su presidente era Thomas Dudley Cabot, expresidente de la United Fruit Company y ejecutivo del Departamento de Estado de los Estados Unidos en la Administración Truman. La estación tenía una casilla postal de Miami, Florida.

### Idioma de transmisiones
Desde la primera emisión todas las transmisiones de esa emisora pseudo-comercial fueron en idioma español y era anunciada al aire como Radio Swan, la Voz Internacional del Caribe, con sus programas iniciales grabados en Miami por grupos de exiliados anticastristas. Todo estaba controlado por la Operación Sinsonte.

### Se intenta hacerla aparecer como comercial
Los agregados comerciales de las embajadas de Estados Unidos de América en varios países de América Latina, así como a personas allegadas a agencias de publicidad recibieron la orden de que sacaran copias a los discos de acetato multipistas, que en esa época eran el soporte de los anuncios comerciales transmitidos por las emisoras de radio comerciales. Fue así como Radio Swan, financiada totalmente y operada como parte de una actividad de propaganda clandestina de la CIA, comienza a utilizar en sus cambios de programación, a las medias horas y a las en punto, las menciones comerciales de la Coca-Cola, Pan American World Airways, Avon Products y otras empresas que nunca tuvieron que pagar un centavo por esos anuncios, cuyo único objetivo era reforzar la “fachada de planta comercial” que era imprescindible darle a Radio Swan.

### Cuba responde con transmisiones propias
Cuba respondió a estas transmisiones colocando una estación de interferencia para bloquear las transmisiones de Radio Swan iniciando La Voz del INRA, o The Voice of INRA, el cual representaba al Instituto Nacional de Reforma Agraria con un mensaje antiestadounidense. Esta acción fue seguida el 3 de enero de 1961, con la ruptura de relaciones diplomáticas entre ambos países, cosa que ya había sido comenzada por Estados Unidos. Seguidamente, Cuba comenzó a emitir a Estados Unidos y al mundo con un nuevo servicio de noticias internacional llamado Radio Habana Cuba.

### Toque sensacionalista
Conforme pasó el tiempo, los cubanos se encontraron con que las fuentes de información de Radio Swan no eran de las mejores, por lo que los productores del programa empezaron a exagerar con el fin de dar a sus emisiones un toque de sensacionalismo. Hicieron declaraciones que eran mentiras evidentes a los oyentes. Un ejemplo: Uno de sus locutores afirmó que existían 3.000 rusos en un parque en Santiago de Cuba. Los residentes de esa ciudad solo tenían que caminar hasta el parque para ver que esto no era cierto. Por otra parte, los diversos programas comenzaron a desafiar a la coordinación. Todos los programas, salvo uno, afirmaron que un miliciano cubano que iba a ser un héroe había desertado en el día que sería recibido por Castro. La única excepción de Cuba dijo que el miliciano había sido ahorcado, independientemente de lo que hizo. Había escapado a cualquier control.

### Cambio de formato a meramente noticiosa
En marzo de 1961 Radio Swan anuncia que no vendería más su tiempo programático para fines políticos y la estación cambió a formato solo noticioso mientras llenaban sus transmisiones con mensajes en código. La estación se describía a sí misma como asistiendo a aquellos que combatían a Castro dentro de Cuba comenzando a transmitir en 14 frecuencias. La CIA emitió un comunicado de prensa afirmando que sus emisiones anticastristas estaban ahora siendo lanzadas por siete estaciones de radio, así como Radio Swan.

### Reanuda transmisiones
Una emisora que se identificó como Radio Swan brevemente reanudó emisiones en 1975-1976 en 6185 kHz. La estación que utilizaba una dirección postal en San Pedro Sula, Honduras, y se refirió a sí misma como "La Primera Voz Democrática de Latinoamérica". Dado que San Pedro Sula está ubicado en la parte continental de Honduras, es posible que estas emisiones se originaron allí más que en la isla Swan, aunque no se ha podido verificar esta información.

## Emisiones durante la invasión de Bahía de Cochinos
Durante la Invasión de Bahía de Cochinos en Cuba, que tuvo lugar entre el 15 de abril hasta el 19 del mismo mes de 1961, se hizo evidente para todos los interesados que el propósito de la estación era ayudar en dicha invasión. Sin embargo, tras la frustrada invasión, Radio Swan de repente cambió su formato nuevamente. Si bien mantuvo su tono anticastrista su programación no promovió más un levantamiento directo contra el gobierno cubano. A continuación, la estación cambió su formato y su nombre. Radio Swan se convirtió en Radio América y se mantuvo en el aire hasta mayo de 1968, cuando la emisora cerró y su transmisor de AM fue transportado a Vietnam del Sur para ayudar en las guerras del Sudeste asiático.

## Programa radialThe World Tomorrow
Uno de los fieles patrocinadores que anunciaba tanto en Radio Swan y Radio América fue Herbert W. Armstrong con el programa de radio El Mundo de Mañana. En la edición de enero de su revistaThe Plain Truth, una carta al director alabó a Armstrong:

... no podría haber elegido una estación mejor que Radio Swan para llegar a la zona del Caribe . ... Es cada vez más popular con todos aquellos que comparten con él la antipatía a Fidel Castro y su dictadura comunista. - Firmado Señora Costa Rica.
Carta al director de The Plain Truth

En la misma edición, su Radio Log enumeró su programa de difusión de «El Mundo de Mañana" por Radio Swan como idioma inglés a las 6 p. m. y los domingos a las 9 p. m. los sábados y domingos. Este listado se mantuvo sin cambios a través de la edición de enero de 1962. En la edición de febrero de 1962 de su Radio Log figuran la emisión en idioma inglés a las 6:30 p. m. los domingos, no por Radio América, sino en la misma frecuencia que Radio Swan, mientras que la emisión en español fue incluida en el mismo horario que antes, pero a través de Radio Swan. En la edición de marzo, la emisión en español fue incluido también como a través de Radio América.
La difusión de El Mundo de Mañana también se llevó en varias estaciones de radio de todo el mundo que también parecían tener una conexión con empresas propiedad de la CIA.